# Giżycko (comune rurale)
Giżycko (Lötzen fino al 1945) è un comune rurale polacco del distretto di Giżycko, nel voivodato della Varmia-Masuria.
Ricopre una superficie di 289,76 km² e nel 2004 contava 7 642 abitanti. Il capoluogo è Giżycko, che non fa parte del territorio ma costituisce un comune a sé.

## Geografia antropica

### Frazioni
Le frazioni del comune di Giżycko sono: Le frazioni del comune di Giżycko sono: Antonowo, Bogacko, Bogaczewo, Bystry, Doba, Gajewo, Grajwo, Guty, Kąp, Kamionki, Kozin, Kożuchy Wielkie, Kruklin, Pieczonki, Pierkunowo, Sołdany, Spytkowo, Sterławki Małe, Sulimy, Szczybały Giżyckie, Świdry, Upałty, Upałty Małe, Wilkaski, Wilkasy, Wronka, Wrony, Dziewiszewo, Fuleda, Gorazdowo, Kalinowo, Kozin, Kożuchy Małe, Nowe Sołdany, Osiedle Grajwo, Piękna Góra, Poganty, Róg Pierkunowski, Sterławki Średnie, Strzelce, Wola Bogaczkowska, Wrony Nowe, Zielony Gaj.